# Itaguaçu
Itaguaçu é um município do estado do Espírito Santo, no Brasil. Sua população estimada em 2022 era de 13.589 habitantes.

## Origem do nome
"Itaguaçu" é um termo de origem do Tupi-Guarani que significa "pedra grande", pela junção de itá (pedra) e gûasu (grande).